# Bujanovics Sándor
Aggteleki Bujanovics Sándor (Eperjes, 1837. november 2. – Budapest, 1918. február 16.) földbirtokos és országgyűlési képviselő.

## Életútja
A gimnáziumot Tatán és Eperjesen, a jogot Kassán és a pesti egyetemen végezte, ahol ügyvédi oklevelet nyert. 1861-ben Sáros megye aljegyzője lett, mely állását az alkotmány felfüggesztésekor elhagyta. 1865-ben az eperjesi kerület megválasztotta képviselőjévé, mely kerületet 1881-ig képviselte; 1881-től 1887-ig Károlyi Alajos gróf uradalmainak igazgatója volt. 1887-ben újból képviselőnek választották.
Felföld és a szeszadó címmel cikket írt a Gazdasági Lapokba (1863); Bártfai leveleket a Pesti Naplóba (1864. 167. 177. sz.) és nemzetgazdasági cikkeket a Nemzetgazdasági Szemlébe (1879. 1881.) Beszámoló beszéde, melyet 1890. szeptember 14-én Eperjesen mondott, a Felvidéki Közlöny (1890. 76. sz.) mellett jelent meg.